# Neco Williams
Neco Williams (Wrexham, 2001. április 13. –) walesi válogatott labdarúgó, a Nottingham Forest játékosa.

## Pályafutása
Williams a walesi Wrexham városában született. Hatéves korában vették fel a Liverpool akadémiájára, és végigjárta az U18-as, U19-es és U23-as csapatokat, valamint az UEFA Youth League-ben is szerepelt. A 2017-18-as szezonban egy súlyos hátsérülés miatt kihagyásra kényszerült, azonban a két évvel későbbi FA Youth Cup döntőjében már pályára tudott lépni, és csapatával meg is nyerte azt. 2019. október 30-án mutatkozott be a Liverpool első csapatában, első mérkőzésén az Arsenalt ejtették ki a Ligakupából. Decemberben Jürgen Klopp behívta őt a FIFA-klubvilágbajnokságra utazó keretbe, pályára azonban nem lépett. Játszott viszont az Everton ellen az FA-kupa harmadik fordulójában, illetve a Shrewsbury Town ellen, a negyedik körben, mely mérkőzésen tagja volt a Liverpool valaha volt legfiatalabb kezdőcsapatának, ahol az átlagéletkor mindössze 19 év volt.
2022. január 31-én kölcsönbe került félévre a Fulham csapatához. Március 8-án duplázott a Swansea City ellen 5–1-re megnyert találkozón. 2022. július 10-én négy évre aláírt a Nottingham Forest csapatához.

## Statisztika
| Club             | Season           | Bajnokság        | Bajnokság | Bajnokság | FA-kupa | FA-kupa | Ligakupa | Ligakupa | Nemzetközi | Nemzetközi | Egyéb | Egyéb | Összesen | Összesen |
| Club             | Season           | Bajnokság neve   | Mérk.     | Gól       | Mérk.   | Gól     | Mérk.    | Gól      | Mérk.      | Gól        | Mérk. | Gól   | Mérk.    | Gól      |
| ---------------- | ---------------- | ---------------- | --------- | --------- | ------- | ------- | -------- | -------- | ---------- | ---------- | ----- | ----- | -------- | -------- |
| Liverpool        | 2019–20          | Premier League   | 6         | 0         | 4       | 0       | 1        | 0        | 0          | 0          | 0     | 0     | 11       | 0        |
| Liverpool U21    | 2019–20          | —                | —         | —         | —       | —       | —        | —        | —          | —          | 2     | 2     | 2        | 2        |
| Karrier összesen | Karrier összesen | Karrier összesen | 6         | 0         | 4       | 0       | 1        | 0        | 0          | 0          | 2     | 2     | 13       | 2        |

## Sikerei, díjai
- Liverpool
  - FA Youth Cup: 2018-19
  - Angol bajnok: 2019-20
  - FIFA-klubvilágbajnokság: 2019

- Fulham
  - EFL Championship: 2021–22